# MsChif
MsChif é uma lutadora de wrestling profissional estadunidense. Ela é atualmente Campeã Feminina da NWA e da SHIMMER. Começando em circuitos independentes, MsChif venceu muitos campeonatos e títulos. Ela atuou nos Estados Unidos na SHIMMER, onde venceu um torneio ChickFight para mulheres.

## Títulos e prêmios
- ChickFight
  - Vencedora do ChickFight 4

- Gateway Championship Wrestling
  - GCW Light Heavyweight Championship (1 vez)

- National Wrestling Alliance
  - NWA World Women's Championship (2 vezes)
  - NWA Midwest Women's Championship (3 vezes, atual campeã)

- International Wrestling Association Mid-South
  - IWA Mid-South Women's Championship (1 vez)

- Pro Wrestling Illustrated
  - PWI a colocou como #5 das 50 melhores wrestlers femininas durante a PWI 50 de 2008

- SHIMMER Women Athletes
  - SHIMMER Championship (1 vez)

- Outros títulos
  - CWA Tag Team Championship (1 vez) - com Cindy Rogers
  - Votada como a melhor wrestler feminina de St. Louis em 2002, 2003 & 2004
  - Wrestler Feminina do Ano em St. Louis (2006)